# Mokre Łany
Mokre Łany – część miasta Strzelce Opolskie, położona w województwie opolskim, w powiecie strzeleckim, w gminie Strzelce Opolskie. Mokre Łany, będące wcześniej osobną wsią, włączono do obszaru miejskiego Strzelec Opolskich w latach 1926-29.
W latach 1975–1998 miejscowość należała administracyjnie do województwa opolskiego.

## Historia
W 1910 roku 986 mieszkańców mówiło w języku polskim, 1 w językach polskim i niemieckim, natomiast 37 osób posługiwało się jedynie językiem niemieckim. W wyborach komunalnych w listopadzie 1919 roku 132 głosy oddano na kandydatów z list polskich, którzy zdobyli łącznie 3 z 9 mandatów. Podczas plebiscytu we wsi uprawnionych do głosowania było 668 mieszkańców (w tym 68 emigrantów). Za Polską głosowało 390 osób, za Niemcami 257 osoby. Od 1919 roku działała tu komórka Polskiej Organizacji Wojskowej Górnego Śląska. Podczas III powstania śląskiego Włosi aresztowali tu kpt. Krzysztofa Konwerskiego, dowódcę podgrupy "Harden". 